# 제64회 프라임타임 에미상
제64회 프라임타임 에미상은 2012년 9월 23일에 열린 시상식이다.

## 수상 및 후보

### TV 드라마-남우주연상
- 홈랜드 시즌2 - 데미안 루이스 수상
- 보드워크 엠파이어 2 - 스티브 부세미
- 덱스터 시즌7 - 마이클 C. 홀
- 브레이킹 배드 시즌5 - 브라이언 크랜스톤
- 다운튼 애비 시즌1 - 휴 보네빌
- 매드 맨 5 - 존 햄

### TV 드라마-여우주연상
- 홈랜드 시즌2 - 클레어 데인즈 수상
- 굿 와이프 4 - 줄리아나 마굴리스
- 다운튼 애비 시즌1 - 미셀 도커리
- 매드 맨 5 - 엘리자베스 모스
- 해리스 로우 - 케시 베이츠
- 데미지 시즌5 - 글렌 클로즈

### TV 코미디-남우주연상
- 두 남자와 1/2 시즌10 - 존 크라이어 수상
- 커브 유어 엔수지애즘 8 - 래리 데이빗
- 루이 3 - 루이스 C.K.
- 빅 뱅 이론 5 - 짐 파슨스
- 하우스 오브 라이즈 - 돈 치들
- 30 락 시즌6 - 알렉 볼드윈

### TV 코미디-여우주연상
- 부통령이 필요해 - 줄리아 루이스 드레이퍼스 수상
- 뉴 걸 2 - 주이 디샤넬
- 걸스 - 레나 던햄
- 너스 재키 시즌3 - 에디 팔코
- 팍스 앤 레크리에이션 시즌5 - 에이미 포엘러
- 30 락 시즌6 - 티나 페이
- 마이크 앤 몰리 시즌3 - 멜리사 맥카시

### TV 미니시리즈,영화-남우주연상
- 햇필드 앤 맥코이 - 케빈 코스트너 수상
- 게임 체인지 - 우디 해럴슨
- 헤밍웨이 & 겔혼 - 클라이브 오웬
- 셜록 시즌2 - 베네딕트 컴버배치
- 루터 시즌2 - 이드리스 엘바
- 햇필드 앤 맥코이 - 빌 팩스톤

### TV 미니시리즈,영화-여우주연상
- 게임 체인지 - 줄리안 무어 수상
- 아메리칸 호러 스토리 - 코니 브리튼
- 헤밍웨이 & 겔혼 - 니콜 키드먼
- 더 송 오브 런치 - 엠마 톰슨
- 미씽 - 애슐리 쥬드

### TV 드라마-남우조연상
- 브레이킹 배드 시즌5 - 아론 폴 수상
- 브레이킹 배드 시즌5 - 지안카를로 에스포지토
- 다운튼 애비 시즌1 - 브랜든 코일
- 다운튼 애비 시즌1 - 짐 카터
- 매드 맨 5 - 자레드 해리스
- 왕좌의 게임 1 - 피터 딘클리지

### TV 드라마-여우조연상
- 다운튼 애비 시즌1 - 매기 스미스 수상
- 굿 와이프 4 - 아치 판자비
- 브레이킹 배드 시즌5 - 안나 건
- 다운튼 애비 시즌1 - 조앤 프로갯
- 매드 맨 5 - 크리스티나 헨드릭스
- 굿 와이프 4 - 크리스틴 바란스키

### TV 드라마-게스트 남자 배우상
- 저스티파이드 - 제레미 데이비스 수상
- 브레이킹 배드 시즌5 - 마크 마르골리스
- 페어런트후드 - 제이슨 리터
- 매드 맨 5 - 벤 펠드만
- 굿 와이프 3 - 딜란 베이커
- 굿 와이프 3 - 마이클 J. 폭스

### TV 드라마-게스트 여자 배우상
- 굿 와이프 3 - 마샤 플림튼 수상
- 쉐임리스 시즌2 - 조안 쿠삭
- 스매쉬 2 - 우마 서먼
- 매드 맨 5 - 줄리아 오몬드
- 해리스 로우 - 진 스마트
- 그레이 아나토미 시즌8 - 로레타 드바인

### TV 코미디-남우조연상
- 모던 패밀리 3 - 에릭 스톤스트릿 수상
- 모던 패밀리 3 - 에드 오닐
- 모던 패밀리 3 - 제시 테일러 퍼거슨
- 모던 패밀리 3 - 타이 버렐
- 새터데이 나잇 라이브 - 빌 헤이더
- 뉴 걸 2 - 맥스 그린필드

### TV 코미디-여우조연상
- 모던 패밀리 3 - 줄리 보웬 수상
- 빅 뱅 이론 5 - 마임 비아릭
- 너스 재키 시즌3 - 메릿 웨버
- 새터데이 나잇 라이브 - 크리스틴 위그
- 모던 패밀리 3 - 소피아 베르가라
- 위기의 주부들 - 캐서린 주스텐

### TV 코미디-게스트 남자 배우상
- 새터데이 나잇 라이브 - 지미 펄론 수상
- 커브 유어 엔수지애즘 8 - 마이클 J. 폭스
- 너스 재키 시즌3 - 바비 카나베일
- 30 락 시즌6 - 윌 아넷
- 모던 패밀리 3 - 그렉 키니어
- 30 락 시즌6 - 존 햄

### TV 코미디-게스트 여자 배우상
- 두 남자와 1/2 시즌10 - 케시 베이츠 수상
- 새터데이 나잇 라이브 - 마야 루돌프
- 30 락 시즌6 - 엘리자베스 뱅크스
- 글리 - 닷 존스
- 새터데이 나잇 라이브 - 멜리사 맥카시
- 30 락 시즌6 - 마거릿 조

### TV 미니시리즈,영화-남우조연상
- 햇필드 앤 맥코이 - 톰 베린저 수상
- 게임 체인지 - 에드 해리스
- 아메리칸 호러 스토리 - 데니스 오헤어
- 헤밍웨이 & 겔혼 - 데이빗 스트라탄
- 셜록 시즌2 - 마틴 프리먼

### TV 미니시리즈,영화-여우조연상
- 아메리칸 호러 스토리 - 제시카 랭 수상
- 게임 체인지 - 사라 폴슨
- 아메리칸 호러 스토리 - 프란시스 콘로이
- 페이지 에이트 - 주디 데이비스
- 햇필드 앤 맥코이 - 메어 위닝햄

### TV 드라마-감독상
- 보드워크 엠파이어 2 - 티모시 밴 패튼 수상
- 브레이킹 배드 시즌5 - 빈스 길리건
- 다운튼 애비 시즌1 - 브라이언 퍼시벌
- 매드 맨 5 - 필 에이브러햄
- 홈랜드 시즌2 - 마이클 쿠에스타

### TV 드라마-각본상
- 홈랜드 시즌2 - 알렉스 갠사 외 2명 수상
- 다운튼 애비 시즌1 - 줄리안 펠로위스
- 매드 맨 5 - 마리아 자크미턴
- 매드 맨 5 - 매튜 웨이너 외 1명

### TV 코미디-감독상
- 모던 패밀리 3 - 스티븐 레비탄 수상
- 커브 유어 엔수지애즘 8 - 로버트 B. 웨이드
- 걸스 - 레나 던햄
- 뉴 걸 - 제이크 캐스단
- 루이 3 - 루이스 C.K.
- 모던 패밀리 3 - 제이슨 와이너

### TV 코미디-각본상
- 루이 3 - 루이스 C.K. 수상
- 걸스 - 레나 던햄
- 팍스 앤 레크리에이션 시즌5 - 에이미 포엘러
- 팍스 앤 레크리에이션 시즌5 - 마이클 슈어
- 커뮤니티 - 크리스 맥켄나

### TV 미니시리즈,영화-감독상
- 게임 체인지 - 제이 로치 수상
- 헤밍웨이 & 겔혼 - 필립 카우프만
- 셜록 시즌2 - 폴 맥기건
- 햇필드 앤 맥코이 - 케빈 레이놀즈
- 루터 시즌2 - 샘 밀러

### TV 미니시리즈,영화-각본상
- 게임 체인지 - 대니 스트롱 수상
- 셜록 시즌2 - 스티븐 모팻
- 디 아워 - 아비 모건
- 루터 시즌2 - 닐 크로스
- 햇필드 앤 맥코이 - 테드 맨 외 2명

### TV 드라마-최우수작품상
- 홈랜드 시즌2 - 마이클 쿠에스타 수상
- 보드워크 엠파이어 2 - 마틴 스코세이지
- 브레이킹 배드 시즌5 - 마크 존슨
- 다운튼 애비 시즌1 - 브라이언 켈리 외 2명
- 매드 맨 5 - 제니퍼 게트징거
- 왕좌의 게임 1 - 티모시 밴 패튼 외 3명

### TV 코미디-최우수작품상
- 모던 패밀리 3 - 제이슨 와이너 수상
- 커브 유어 엔수지애즘 8 - 데이빗 스타인버그 외 5명
- 빅 뱅 이론 5 - 마크 센드로스키
- 걸스 - 레나 던햄
- 30 락 시즌6 - 존 리기
- 부통령이 필요해 - 아만도 이아누치 외 1명

### TV 미니시리즈-최우수작품상
- 게임 체인지 - 제이 로치 수상
- 아메리칸 호러 스토리 - 데이빗 세멜 외 6명
- 헤밍웨이 & 겔혼 - 필립 카우프만
- 셜록 시즌2 - 폴 맥기건
- 루터 시즌2 - 샘 밀러
- 햇필드 앤 맥코이 - 케빈 레이놀즈

### TV 버라이어티,음악,코미디-최우수작품상
- 더 데일리 쇼 위드 존 스튜어트 - 스콧 프레스턴 외 1명 수상
- 콜버트 리포트 - 짐 호스킨슨
- 리얼 타임 위드 빌 마허 - 할 그랜트 외 1명
- 새터데이 나잇 라이브 - 베스 맥카시 외 2명
- 지미 키멜 라이브! - 밥 골드웨이트
- 레이트 나이트 위드 지미 펄론 - 마이클 블리든

### TV 리얼리티 경쟁-최우수작품상
- 어메이징 레이스 - 버트램 반 먼스터 외 2명 수상
- 유캔댄스 - 나이젤 리스고 외 1명
- 스타와 춤을 - 알렉스 루드진스키
- 탑 쉐프 - 폴 스타크맨
- 프로젝트 런웨이 - 크레이그 스퍼코
- 더 보이스 - Alan Carter

### TV Outstanding Host for a Reality or Reality-Competition Program
- 스타와 춤을 - 톰 버거론 수상
- 유캔댄스 - 캣 딜리
- 어메이징 레이스 - 필 케오간
- 아메리칸 아이돌 - 라이언 시크레스트
- 베트 화이츠 오프 데어 로커스 - 베티 화이트

### TV 스페셜 클래스 프로그램-최우수작품상
- Herbie Hancock, Gustavo Dudamel And The LA Phil Celebrate Gershwin
- The 69th Annual Golden Globe Awards - 루이스 J. 호빗츠
- The 54th Annual Grammy Awards - 루이스 J. 호빗츠
- 65th Annual Tony Awards - 글렌 웨이스
- 84th Annual Academy Awards - 돈 미쉘 외 5명
- Louis C.K. Live At The Beacon Theatre - 루이스 C.K.

### TV 버라이어티 스페셜-최우수작품상
- 더 캐네디 센터 아너스: 어 셀러브레이션 오브 더 퍼포밍 아트 - 루이스 J. 호빗츠 수상
- 멜 브룩스 앤 딕 카벳 투게더 어게인
- Tony Bennett: Duets II
- Betty White's 90th Birthday: A Tribute To America's Golden Girl
- Kathy Griffin: Tired Hooker - 게리 핼보슨